# دهستان سیاخ
دهستان سیاخ، یکی از دهستان‌های بخش سیاخ دارنگون شهرستان شیراز در استان فارس ایران است. مرکز این دهستان، روستای باب ایور است.

## جمعیت
بر پایه سرشماری عمومی نفوس و مسکن در سال ۱۳۹۵، جمعیت دهستان سیاخ برابر با ۵٬۴۶۲ نفر بوده است.